# Serie A (Italia) 1980-81
La Serie A 1980–81 fue la 79.ª edición del campeonato de fútbol de más alto nivel en Italia y la 49.ª bajo el formato de grupo único. Juventus F.C. ganó su 19° scudetto.

## Equipos participantes
| Equipo         | Ciudad        | Estadio               |
| -------------- | ------------- | --------------------- |
| Ascoli         | Ascoli Piceno | Cino e Lillo Del Duca |
| Avellino       | Avellino      | Partenio              |
| Bologna        | Bolonia       | Comunale de Bolonia   |
| Brescia        | Brescia       | Mario Rigamonti       |
| Cagliari       | Cagliari      | Sant'Elia             |
| Catanzaro      | Catanzaro     | Comunale de Catanzaro |
| Como           | Como          | Giuseppe Sinigaglia   |
| Fiorentina     | Florencia     | Comunale de Florencia |
| Internazionale | Milán         | San Siro              |
| Juventus       | Turín         | Comunale de Turín     |
| Napoli         | Nápoles       | San Paolo             |
| Perugia        | Perugia       | Renato Curi           |
| Pistoiese      | Pistoya       | Comunale de Pistoya   |
| Roma           | Roma          | Olímpico de Roma      |
| Torino         | Turín         | Comunale de Turín     |
| Udinese        | Údine         | Friuli                |

## Clasificación
| Pos. | Equipo         | Pts. | PJ | G  | E  | P  | GF | GC | Dif. | Clasificación                                |
| ---- | -------------- | ---- | -- | -- | -- | -- | -- | -- | ---- | -------------------------------------------- |
| 1    | Juventus (C)   | 44   | 30 | 17 | 10 | 3  | 46 | 15 | +31  | Clasificado a la Copa de Campeones de Europa |
| 2    | Roma           | 42   | 30 | 14 | 14 | 2  | 43 | 20 | +23  | Clasificado a la Recopa de Europa            |
| 3    | Napoli         | 38   | 30 | 14 | 10 | 6  | 31 | 21 | +10  | Clasificado a la Copa de la UEFA             |
| 4    | Internazionale | 36   | 30 | 14 | 8  | 8  | 41 | 24 | +17  | Clasificado a la Copa de la UEFA             |
| 5    | Fiorentina     | 32   | 30 | 9  | 14 | 7  | 28 | 25 | +3   |                                              |
| 6    | Cagliari       | 30   | 30 | 8  | 14 | 8  | 29 | 30 | −1   |                                              |
| 7    | Bologna        | 29   | 30 | 11 | 12 | 7  | 32 | 27 | +5   |                                              |
| 8    | Catanzaro      | 29   | 30 | 6  | 17 | 7  | 24 | 27 | −3   |                                              |
| 9    | Torino         | 26   | 30 | 8  | 10 | 12 | 26 | 29 | −3   |                                              |
| 10   | Avellino       | 25   | 30 | 10 | 10 | 10 | 36 | 33 | +3   |                                              |
| 11   | Ascoli         | 25   | 30 | 7  | 11 | 12 | 18 | 34 | −16  |                                              |
| 12   | Udinese        | 25   | 30 | 6  | 13 | 11 | 24 | 39 | −15  |                                              |
| 13   | Como           | 25   | 30 | 8  | 9  | 13 | 25 | 33 | −8   |                                              |
| 14   | Brescia (D)    | 25   | 30 | 4  | 17 | 9  | 19 | 25 | −6   | Descenso a Serie B                           |
| 15   | Perugia (D)    | 18   | 30 | 5  | 13 | 12 | 18 | 31 | −13  | Descenso a Serie B                           |
| 16   | Pistoiese (D)  | 16   | 30 | 6  | 4  | 20 | 19 | 46 | −27  | Descenso a Serie B                           |

 Fuente: BDFutbol
Notas:
1. 1 2 3  Bologna, Avellino y Perugia comenzaron la temporada con una penalización de 5 puntos debido al escándalo del Totonero.

|            |
| Campeón    |
| Juventus   |
| 19º título |

## Resultados
| Local \ Visitante | ASC | AVE | BOL | BRE | CAG | CAT | COM | FIO | INT | JUV | NAP | PER | PIS | ROM | TOR | UDI |
| ----------------- | --- | --- | --- | --- | --- | --- | --- | --- | --- | --- | --- | --- | --- | --- | --- | --- |
| Ascoli            | —   | 1–1 | 1–1 | 0–0 | 0–0 | 1–2 | 2–1 | 1–0 | 0–1 | 0–0 | 3–2 | 0–3 | 0–0 | 0–0 | 0–0 | 1–0 |
| Avellino          | 4–2 | —   | 2–0 | 1–0 | 2–1 | 1–0 | 2–1 | 2–3 | 1–3 | 1–1 | 0–0 | 2–1 | 3–0 | 1–1 | 3–0 | 0–0 |
| Bologna           | 1–0 | 0–0 | —   | 0–1 | 2–1 | 0–0 | 1–1 | 2–1 | 2–1 | 1–5 | 1–1 | 4–0 | 2–0 | 1–1 | 1–0 | 1–0 |
| Brescia           | 0–1 | 1–2 | 0–0 | —   | 1–0 | 1–1 | 1–0 | 0–0 | 0–0 | 1–1 | 1–2 | 1–1 | 2–2 | 1–2 | 1–1 | 1–1 |
| Cagliari          | 2–0 | 1–0 | 0–0 | 1–2 | —   | 2–1 | 1–1 | 0–0 | 1–1 | 1–1 | 0–0 | 2–1 | 2–0 | 1–0 | 1–1 | 1–1 |
| Catanzaro         | 2–0 | 1–1 | 2–2 | 0–0 | 0–0 | —   | 2–0 | 2–2 | 0–0 | 0–0 | 0–0 | 0–1 | 1–3 | 1–1 | 1–0 | 2–1 |
| Como              | 0–0 | 2–0 | 2–1 | 2–2 | 3–1 | 0–0 | —   | 2–1 | 1–0 | 1–2 | 0–1 | 1–0 | 1–0 | 0–1 | 0–2 | 2–0 |
| Fiorentina        | 2–1 | 2–1 | 2–1 | 1–0 | 0–0 | 1–1 | 1–1 | —   | 0–0 | 0–1 | 0–1 | 1–0 | 1–2 | 1–1 | 2–0 | 1–1 |
| Internazionale    | 1–2 | 0–0 | 1–0 | 0–0 | 4–1 | 2–2 | 2–1 | 1–2 | —   | 1–0 | 3–0 | 3–1 | 2–0 | 2–4 | 1–1 | 2–0 |
| Juventus          | 3–0 | 1–0 | 0–1 | 2–0 | 1–1 | 3–0 | 2–0 | 1–0 | 2–1 | —   | 1–1 | 2–1 | 4–1 | 0–0 | 1–2 | 4–0 |
| Napoli            | 1–0 | 1–0 | 2–1 | 1–1 | 2–0 | 1–1 | 2–0 | 1–1 | 1–0 | 0–1 | —   | 0–1 | 1–0 | 4–0 | 1–3 | 1–0 |
| Perugia           | 0–0 | 0–0 | 0–0 | 0–0 | 1–1 | 0–0 | 0–0 | 0–0 | 0–2 | 0–0 | 0–0 | —   | 3–0 | 1–1 | 1–0 | 1–2 |
| Pistoiese         | 0–1 | 2–1 | 0–2 | 1–0 | 1–3 | 0–1 | 2–0 | 0–1 | 1–2 | 1–3 | 0–1 | 1–0 | —   | 0–4 | 1–1 | 1–1 |
| Roma              | 4–1 | 1–1 | 1–1 | 1–0 | 1–0 | 0–0 | 1–1 | 1–1 | 1–0 | 0–0 | 1–1 | 5–0 | 1–0 | —   | 2–0 | 3–1 |
| Torino            | 3–0 | 2–0 | 1–2 | 1–1 | 1–2 | 2–0 | 1–1 | 1–1 | 0–1 | 0–2 | 0–1 | 2–0 | 1–0 | 0–2 | —   | 0–0 |
| Udinese           | 0–0 | 5–4 | 1–1 | 0–0 | 2–2 | 2–1 | 2–0 | 0–0 | 0–4 | 0–2 | 2–1 | 1–1 | 1–0 | 0–2 | 0–0 | —   |